# Cheirotoma spatulata
 (septembre 2019).
Genre
Espèce
Synonymes
- Isotoma spatulata Chamberlain, 1943

Cheirotoma spatulata, unique représentant du genre Cheirotoma, est une espèce de collemboles de la famille des Isotomidae.

## Distribution
Cette espèce se rencontre dans l'Ouest de l'Amérique du Nord.

## Description
Cheirotoma spatulata mesure de 1,5 à 1,7 mm.

## Publication originale
- Chamberlain, 1943 : Four new species of Collembola. The Great Basin naturalist, vol. 4, no 1/2, p. 39-48 (texte intégral).
- Bagnall, 1949 : Contributions toward a knowledge of the Isotomidae (Collembola). VII–XV. Annals & Magazine of Natural History, sér. 12, vol. 2, p. 82–96.